# 우문걸득귀
우문걸득귀(宇文乞得龜, ? ~ ?)는 중국 오호 십육국 시대 선비족의 일파인 우문선비의 수령이다. 전임 수령이었던 우문손닐연(宇文遜昵延)의 아들이며, 우문실발퇴(宇文悉跋堆)의 동생이다.

## 생애
아버지 우문손닐연(宇文遜昵延)이 모용외(慕容廆)에게 패배해 사망하자 수령이 되었으며, 후조(後趙)의 석륵(石勒)의 요청으로 모용외를 공격하였으나 모용외는 모용황(慕容皝)을 파견하여 방어하였다.
이후 323년 반대로 모용외가 우문걸득귀를 공격하였으며, 모용외는 배억(裴嶷)을 우부도독(右部都督)으로 삼은 뒤 색두(索頭)를 오른쪽, 아들인 모용인(慕容仁)을 왼쪽에 배치시켰다. 이에 우문걸득귀는 방어에 치중하며 싸우지 않고 형 우문실발퇴(宇文悉跋堆)를 백림(柏林)으로 보내 모용인과 싸우게 하였으나 모용인은 우문실발퇴를 죽였다. 그 뒤 모용외가 우문걸득귀를 공격해 포획하는 데 성공했으며, 우문선비의 중심지를 점령하였다.
그 뒤 우문일두귀(宇文逸豆歸)가 우문걸득귀를 살해한 후 그 뒤를 이었다.